# Kormesij av Bulgarien
Kormesij av Bulgarien, död 738, var en bulgarisk monark. Han var regerande khan av Bulgarien mellan 721 och 738.